# Patočiny (dopływ Korytnicy)
Patočiny – potok na Słowacji, dopływ Korytnicy. Ma dwa źródłowe cieki wypływające na północno-zachodnich stokach Wielkiej Chochuli (1753 m) w Niżnych Tatrach. Spływają przez porośnięte lasem zbocza tej góry. Łączą się z sobą na wysokości około 780 m na trawiastych terenach dawnej hali z domkami letniskowymi. Nieco poniżej uchodzi do Patočin ich największy dopływ – Skorušovský potok. Od tego miejsca potok Patočiny spływa głęboką i krętą doliną Patočiny. Uchodzi do Korytnicy jako jej prawy dopływ. Następuje to na wysokości około 720 m w miejscu o współrzędnych 48°54′59″N 19°15′40″E/48,916389 19,261111. 
Doliną potoku  Patočiny prowadzi szlak rowerowy. Zaczyna się przy drodze nr 59 w miejscu ujścia potoku do Korytnicy. Przy osadzie z domkami rozgałęzia się na dwie odnogi; jedna prowadzi do miejscowości Liptovská Lúžna, druga poprzez Korytnica-kúpele do rozdroża przy drodze nr 59
 odcinek: ujście potoku Patočiny – osada domków:
a) Liptovská Lúžna
b) Korytnica-kúpele – Korytnica rázcestie